# Mini Coupé
Mini Coupé - двомісний спортивний мініавтомобіль компанії Mini концерну BMW.
У жовтні 2011 розпочався продаж моделі, презентованої на Франкфуртському автосалоні. Це була перша модель з двомісним кузовом купе з нижчим на 29 мм кузовом і довшим на 11 мм. На швидкості 80 км/год ззаду автоматично піднімався спойлер.

## Технічні характеристики
|                                    |                        |                        |                        |                        |  |
| Параметри                          | Cooper                 | Cooper S               | Cooper SD              | JCW                    |  |
| Тип мотора                         | Бензиновий             | Бензиновий             | Дизельний              | Бензиновий             |  |
| Мотор                              | 4-х циліндровий рядний | 4-х циліндровий рядний | 4-х циліндровий рядний | 4-х циліндровий рядний |  |
| Робочий об'єм                      | 1598 см³               | 1598 см³               | 1995 см³               | 1598 см³               |  |
| Потужність, к.с. (кВт)             | 122 ( 90 )             | 184 ( 135 )            | 143 ( 105 )            | 211 ( 155 )            |  |
| Максимальна швидкість, км/год      | 204 ( 198 )            | 230 ( 224 )            | 216 ( 206 )            | 240 ( 238 )            |  |
| Гальмування 100 - 0 км/год, секунд | 9,0                    | 6,9                    | 7,9                    | 6,4                    |  |
|                                    |                        |                        |                        |                        |  |